# Agricultural Bank of China
Сільськогосподарський банк Китаю (англ. Agricultural Bank of China (ABC)) — один із найбільших банків КНР, входить також в перелік найбільших у світі. Входить до «великої четвірки» найбільших державних банків КНР (поряд з Industrial and Commercial Bank of China, China Construction Bank та Bank of China).
Заснований у 1951, головний офіс у Пекіні. Має свої відділення по всій материковій частині Китаю, а також Гонконгу, Лондоні, Токіо, Нью-Йорку, Франкфурті, Сіднеї, Сеулі та у Сінгапурі.
ABC обслуговує близько 320 млн роздрібних клієнтів і 2,7 млн корпоративних у близько 24 тисячах відділень. Це третя у КНР фінансова установа за розмірами активів.